# Liste der Bodendenkmale in Lübeck
In der Liste der Bodendenkmale in Lübeck sind die Bodendenkmale der Hansestadt Lübeck nach dem Stand der Bodendenkmalliste des Bereichs Archäologie und Denkmalpflege der Hansestadt Lübeck von 2018 aufgelistet. Die Baudenkmale sind in der Liste der Kulturdenkmale in Lübeck aufgeführt.
| Denkmal-ID            | Befundart               | Gemarkung              | Bezeichnung                                                                                         | Zeitstellung         | Lage                                                                                           | Bemerkungen | Bild |
| --------------------- | ----------------------- | ---------------------- | --------------------------------------------------------------------------------------------------- | -------------------- | ---------------------------------------------------------------------------------------------- | --- | ---- |
| 280                   | Befestigung > Wall      | verschiedene           | Landwehr und Landgraben der Hansestadt Lübeck                                                       | Mittelalter          | rings um die Altstadt                                                                          | Landwehr des frühen 14. Jahrhunderts                                                                                     |      |
| 260                   | Altweg                  | Beidendorf             | Bohlenweg                                                                                           | Frühmittelalter      | Sandkoppel                                                                                     | slawischer Bohlenweg |      |
| 7                     | Grabmal > Grabhügel     | Blankensee             | Hügelgrab                                                                                           | Vorgeschichte        | Weg nach Hornsdorf                                                                             | |      |
| 113                   | Grabmal > Grabhügel     | Blankensee             | Hügelgrab                                                                                           | Vorgeschichte        | Grenze zu Grönau                                                                               | |      |
| 8                     | Grabmal > Grabhügel     | Blankensee             | Hügelgrab                                                                                           | Vorgeschichte        | nördlich des Wegs nach Hornsdorf                                                               | |      |
| 9                     | Grabmal > Grabhügel     | Blankensee             | Hügelgrab                                                                                           | Vorgeschichte        | nördlich des Wegs nach Hornsdorf                                                               | |      |
| 10                    | Grabmal > Grabhügel     | Blankensee             | Hügelgrab                                                                                           | Vorgeschichte        | nördlich des Wegs nach Hornsdorf                                                               | |      |
| 11                    | Grabmal > Grabhügel     | Blankensee             | Hügelgrab                                                                                           | Vorgeschichte        | nördlich des Wegs nach Hornsdorf                                                               | |      |
| 12                    | Grabmal > Grabhügel     | Blankensee             | Hügelgrab                                                                                           | Vorgeschichte        | nördlich des Wegs nach Hornsdorf                                                               | |      |
| 13                    | Grabmal > Grabhügel     | Blankensee             | Hügelgrab                                                                                           | Vorgeschichte        | nördlich des Wegs nach Hornsdorf                                                               | |      |
| 14                    | Grabmal > Grabhügel     | Blankensee             | Hügelgrab                                                                                           | Vorgeschichte        | nördlich des Wegs nach Hornsdorf                                                               | |      |
| 15                    | Grabmal > Grabhügel     | Blankensee             | Hügelgrab                                                                                           | Vorgeschichte        | nördlich des Wegs nach Hornsdorf                                                               | |      |
| 16                    | Grabmal > Grabhügel     | Blankensee             | Hügelgrab                                                                                           | Vorgeschichte        | nördlich des Wegs nach Hornsdorf                                                               | |      |
| 5                     | Grabmal > Großsteingrab | Blankensee             | Großsteingrab                                                                                       | Neolithikum          | Tannenkoppel                                                                                   | gegraben und restauriert                                                                                                 |      |
| 6                     | Grabmal > Grabhügel     | Blankensee             | Hügelgrab                                                                                           | Vorgeschichte        | Tannenkoppel                                                                                   | |      |
| 2                     | Befestigung             | Dummersdorf            | Hirtenberg, Stülper Huk                                                                             | Vorgeschichte        | Hirtenberg, Stülper Huk                                                                        | |      |
| 4                     | Befestigung             | Dummersdorf            | Hirtenberg, Stülper Huk                                                                             | Vorgeschichte        | Hirtenberg, Stülper Huk                                                                        | |      |
| 114                   | Grabmal > Grabhügel     | Groß Grönau            | Hügelgrab                                                                                           | Bronzezeit           | An der Grönauer Scheide                                                                        | |      |
| 112                   | Befestigung > Burg      | Groß Steinrade         | Turmhügel „Mori“                                                                                    | Mittelalter          | Morier Straße 41                                                                               | |      |
| 279                   | Siedlung                | Innere Altstadt        | Grabungsschutzgebiet „Innere Altstadt“                                                              | Mittelalter, Neuzeit | Innere Altstadt                                                                                | |      |
| 271                   | Siedlung                | Innere Altstadt        | Siedlungsreste                                                                                      | Mittelalter, Neuzeit | Aegidienstraße 1–15                                                                            | |      |
| 120                   | Siedlung                | Innere Altstadt        | Backsteinkeller, Siedlungsreste                                                                     | Mittelalter          | Alfstraße 1–7                                                                                  | |      |
| 253                   | Siedlung                | Innere Altstadt        | Siedlungsreste, Gründungsviertel                                                                    | Mittelalter, Neuzeit | Alfstraße/Fischstraße                                                                          | |      |
| 143                   | Siedlung, Befestigung   | Innere Altstadt        | Siedlungsreste, Stadtmauer                                                                          | Mittelalter, Neuzeit | An der Mauer 3                                                                                 | |      |
| 142                   | Siedlung                | Innere Altstadt        | Siedlungsreste, Gründungsviertel                                                                    | Mittelalter, Neuzeit | An der Mauer 9                                                                                 | |      |
| 250                   | Siedlung, Befestigung   | Innere Altstadt        | Stadtmauer                                                                                          | Mittelalter          | An der Mauer 41a–43                                                                            | |      |
| 252                   | Siedlung, Befestigung   | Innere Altstadt        | Stadtmauer                                                                                          | Mittelalter          | An der Mauer 47                                                                                | |      |
| 251                   | Siedlung, Befestigung   | Innere Altstadt        | Stadtmauer                                                                                          | Mittelalter          | An der Mauer 49–51                                                                             | |      |
| 247                   | Siedlung, Befestigung   | Innere Altstadt        | Stadtmauer                                                                                          | Mittelalter          | An der Mauer 53                                                                                | |      |
| 161                   | Siedlung, Befestigung   | Innere Altstadt        | Stadtmauer, Siedlungsreste                                                                          | Mittelalter          | An der Mauer 55                                                                                | |      |
| 248                   | Siedlung, Befestigung   | Innere Altstadt        | Stadtmauer                                                                                          | Mittelalter          | An der Mauer, Freibad Krähenteich                                                              | |      |
| 249                   | Siedlung, Befestigung   | Innere Altstadt        | Stadtmauer                                                                                          | Mittelalter          | An der Mauer                                                                                   | |      |
| 118                   | Münzfund                | Innere Altstadt        | Münzfund                                                                                            | Frühe Neuzeit        | An der Obertrave 16                                                                            | Lübecker Münzschatz, Fund von Gold- und Silbermünzen des 16. Jahrhunderts                                                |      |
| 160                   | Siedlung                | Innere Altstadt        | Backsteinbau                                                                                        |                      | Beckergrube 2, Breite Straße 32 und 34                                                         | |      |
| 125                   | Siedlung                | Innere Altstadt        | Siedlungsreste                                                                                      | Mittelalter, Neuzeit | Beckergrube 54–58                                                                              | |      |
| 139                   | Siedlung                | Innere Altstadt        | Bebauungsreste                                                                                      | Mittelalter, Neuzeit | Böttcherstraße 5–9                                                                             | |      |
| 138                   | Siedlung                | Innere Altstadt        | Bebauungsreste                                                                                      | Mittelalter, Neuzeit | Böttcherstraße 14                                                                              | |      |
| 254                   | Siedlung                | Innere Altstadt        | Siedlungsreste, Gründungsviertel                                                                    | Mittelalter, Neuzeit | Braunstraße                                                                                    | |      |
| 255                   | Siedlung                | Innere Altstadt        | Siedlungsreste, Gründungsviertel                                                                    | Mittelalter, Neuzeit | Braunstraße/Fischstraße                                                                        | |      |
| 276                   | Siedlung                | Innere Altstadt        | Siedlungsreste                                                                                      | Mittelalter, Neuzeit | Braunstraße 1–7/Holstenstraße/Lederstraße, Blockbinnenhof                                      | |      |
| 132                   | Siedlung                | Innere Altstadt        | Backsteinbau                                                                                        | Mittelalter, Neuzeit | Breite Straße 35                                                                               | |      |
| 133                   | Siedlung                | Innere Altstadt        | Siedlungsreste                                                                                      | Mittelalter, Neuzeit | Breite Straße 91/91a                                                                           | |      |
| 259                   | Kirche                  | Innere Altstadt        | ehem. Clemenskirche                                                                                 | Mittelalter          | Clemensstraße 2, 2a, 4                                                                         | Standort der Clemenskirche, erbaut im 13. Jahrhundert, abgerissen 1899                                                   |      |
| 158                   | Siedlung                | Innere Altstadt        | Siedlungsreste, ehemalige Lage des Heiligen-Geist-Hospitals 1226–1286                               | Mittelalter, Neuzeit | Dankwartsgrube 2–12                                                                            | |      |
| 158                   | Siedlung                | Innere Altstadt        | Siedlungsreste, Töpferei                                                                            | Mittelalter, Neuzeit | Dankwartsgrube 34–38                                                                           | |      |
| 136                   | Siedlung                | Innere Altstadt        | Siedlungsreste                                                                                      | Mittelalter, Neuzeit | Dr.-Julius-Leber-Straße 43–47                                                                  | |      |
| 256                   | Siedlung                | Innere Altstadt        | Siedlungsreste, Gründungsviertel                                                                    | Mittelalter, Neuzeit | Einhäuschen Querstraße                                                                         | |      |
| 126                   | Siedlung                | Innere Altstadt        | Siedlungsreste                                                                                      | Mittelalter, Neuzeit | Ellerbrook 5–25                                                                                | |      |
| 128                   | Siedlung                | Innere Altstadt        | Siedlungsreste                                                                                      | Mittelalter, Neuzeit | Fischergrube 54–72                                                                             | |      |
| 127                   | Siedlung                | Innere Altstadt        | Siedlungsreste                                                                                      | Mittelalter, Neuzeit | Fischergrube 61–67                                                                             | |      |
| 134                   | Siedlung                | Innere Altstadt        | Siedlungsreste                                                                                      | Mittelalter, Neuzeit | Fischergrube 80–82                                                                             | |      |
| 257                   | Siedlung                | Innere Altstadt        | Siedlungsreste, Gründungsviertel                                                                    | Mittelalter, Neuzeit | Fischstraße                                                                                    | |      |
| 152                   | Siedlung                | Innere Altstadt        | Siedlungsreste                                                                                      | Mittelalter, Neuzeit | Fischstraße 5–9                                                                                | |      |
| 121                   | Siedlung                | Innere Altstadt        | Backsteinkeller, Siedlungsreste                                                                     | Mittelalter          | Fischstraße 8                                                                                  | |      |
| 119                   | Siedlung                | Innere Altstadt        | ehem. Münze, Siedlungsreste                                                                         | Mittelalter, Neuzeit | Fleischhauerstraße 20                                                                          | |      |
| 153                   | Siedlung                | Innere Altstadt        | ehem. Münze, Siedlungsreste                                                                         | Mittelalter, Neuzeit | Fleischhauerstraße 39–41                                                                       | |      |
| 144                   | Siedlung, Befestigung   | Innere Altstadt        | Siedlungsreste, Stadtmauer                                                                          | Mittelalter, Neuzeit | Fleischhauerstraße 116                                                                         | |      |
| 258                   | Siedlung                | Innere Altstadt        | Siedlungsreste, Gründungsviertel                                                                    | Mittelalter, Neuzeit | Gerade Querstraße                                                                              | |      |
| 151                   | Siedlung                | Innere Altstadt        | Siedlungsreste                                                                                      | Mittelalter, Neuzeit | Große Gröpelgrube 30                                                                           | |      |
| 130                   | Siedlung                | Innere Altstadt        | Siedlungsreste                                                                                      | Mittelalter, Neuzeit | Holstenstraße 21                                                                               | |      |
| 131                   | Siedlung                | Innere Altstadt        | Siedlungsreste                                                                                      | Mittelalter, Neuzeit | Holstenstraße 26                                                                               | |      |
| 141                   | Siedlung                | Innere Altstadt        | Siedlungsreste                                                                                      | Mittelalter, Neuzeit | Hundestraße 95                                                                                 | |      |
| 229                   | Siedlung                | Innere Altstadt        | Siedlungsreste, slawische Besiedlung                                                                | Mittelalter, Neuzeit | Kleine Gröpelgrube 17                                                                          | |      |
| 267                   | Siedlung                | Innere Altstadt        | Siedlungsreste                                                                                      | Mittelalter, Neuzeit | Kleine Kiesau                                                                                  | |      |
| 268                   | Siedlung                | Innere Altstadt        | Siedlungsreste                                                                                      | Mittelalter, Neuzeit | Kleine Kiesau                                                                                  | |      |
| 269                   | Siedlung                | Innere Altstadt        | Siedlungsreste                                                                                      | Mittelalter, Neuzeit | Kleine Kiesau                                                                                  | |      |
| 154                   | Siedlung                | Innere Altstadt        | Siedlungsreste                                                                                      | Mittelalter, Neuzeit | Königstraße 59–63                                                                              | |      |
| 272                   | Siedlung                | Innere Altstadt        | Siedlungsreste                                                                                      | Mittelalter, Neuzeit | Königstraße 84–108                                                                             | |      |
| 273                   | Siedlung                | Innere Altstadt        | Siedlungsreste                                                                                      | Mittelalter, Neuzeit | Königstraße/Wahmstraße/Sandstraße/Aegidienstraße, Blockbinnenhof                               | |      |
| 162                   | Siedlung                | Innere Altstadt        | Markt, Rathaus, Marienkirchhof                                                                      | Mittelalter, Neuzeit | Markt, Rathaus, Marienkirchhof                                                                 | |      |
| 135                   | Siedlung                | Innere Altstadt        | Siedlungsreste                                                                                      | Mittelalter, Neuzeit | Mengstraße 40                                                                                  | |      |
| 124                   | Siedlung                | Innere Altstadt        | Fronerei, Fleischmarkt                                                                              | Mittelalter          | Oberer Schrangen                                                                               | |      |
| 159                   | Siedlung                | Innere Altstadt        | Siedlungsreste                                                                                      | Mittelalter, Neuzeit | Pagönienstraße 2–12                                                                            | |      |
| 274                   | Siedlung                | Innere Altstadt        | Siedlungsreste                                                                                      | Mittelalter, Neuzeit | Sandstraße 1–27                                                                                | |      |
| 265                   | Siedlung                | Innere Altstadt        | Siedlungsreste                                                                                      | Mittelalter, Neuzeit | Schmiedestraße                                                                                 | |      |
| 266                   | Siedlung                | Innere Altstadt        | Siedlungsreste                                                                                      | Mittelalter, Neuzeit | Schmiedestraße                                                                                 | |      |
| 261                   | Siedlung                | Innere Altstadt        | Siedlungsreste                                                                                      | Mittelalter, Neuzeit | Schmiedestraße 5–7                                                                             | |      |
| 262                   | Siedlung                | Innere Altstadt        | Siedlungsreste                                                                                      | Mittelalter, Neuzeit | Schmiedestraße 9–15                                                                            | |      |
| 263                   | Siedlung                | Innere Altstadt        | Siedlungsreste                                                                                      | Mittelalter, Neuzeit | Schmiedestraße 9–15                                                                            | |      |
| 264                   | Siedlung                | Innere Altstadt        | Siedlungsreste                                                                                      | Mittelalter, Neuzeit | Schmiedestraße 9–15                                                                            | |      |
| 277                   | Siedlung                | Innere Altstadt        | Siedlungsreste                                                                                      | Mittelalter, Neuzeit | Schüsselbuden 22–32, Holstenstraße/Lederstraße, Blockbinnenhof                                 | |      |
| 122                   | Siedlung                | Innere Altstadt        | Backsteinkeller, Siedlungsreste                                                                     | Mittelalter          | Schüsselbuden 6 und 8                                                                          | |      |
| 275                   | Siedlung                | Innere Altstadt        | Siedlungsreste                                                                                      | Mittelalter, Neuzeit | Wahmstraße 2–20                                                                                | |      |
| 137                   | Siedlung                | Innere Altstadt        | Siedlungsreste                                                                                      | Mittelalter, Neuzeit | Wahmstraße 90                                                                                  | |      |
| 230                   | Siedlung                | Innere Altstadt        | Siedlungsreste, slawische Besiedlung                                                                | Mittelalter, Neuzeit | Wakenitzmauer 38                                                                               | |      |
| 231                   | Siedlung                | Innere Altstadt        | Siedlungsreste, slawische Besiedlung                                                                | Mittelalter, Neuzeit | Wakenitzmauer 40                                                                               | |      |
| 140                   | Siedlung                | Innere Altstadt        | Siedlungsreste                                                                                      | Mittelalter, Neuzeit | Wakenitzmauer 108a                                                                             | |      |
| 117                   | Befestigung             | Innere Altstadt        | Wallanlagen und anliegende Gewässer                                                                 | Mittelalter, Neuzeit | Wallstraße                                                                                     | Stadtbefestigung ab dem 15. Jahrhundert                                                                                  |      |
| 270                   | Technische Anlage       | Innere Altstadt        | Technische Anlage in der Süd-Ostecke EG und Grundstück mit Vorgarten                                |                      | Weiter Lohberg 2                                                                               | |      |
| 278                   | Siedlung                | Israelsdorf            | Grabungsschutzgebiet „Teerhofinsel“                                                                 | Mittelalter, Neuzeit |                                                                                                | Siedlung und Kirche der Fernkaufleute neben dem slawischen Burgort Alt-Lübeck                                            |      |
| 226                   | besonderer Stein        | Israelsdorf            | Flurstein                                                                                           |                      | Im Lustholz, Weg in den Wald linksseitig                                                       | Flurstein des Lübecker Bauhofs, Dreieckzeichen                                                                           |      |
| 227                   | besonderer Stein        | Israelsdorf            | Flurstein                                                                                           |                      | Im Lustholz, Weg in den Wald rechtsseitig                                                      | Flurstein des Lübecker Bauhofs, Dreieckzeichen                                                                           |      |
| 156                   | Befestigung > Ball      | Israelsdorf            | Erdwall                                                                                             | undatiert            | östlich der Medebek                                                                            | |      |
| 223                   | besonderer Stein        | Israelsdorf            | Flurstein                                                                                           | Neuzeit              | Wesloer Weg, „Denkmalstannen“, von der Wesloer Landstraße aus gesehen „links“                  | Flurstein des 19. Jahrhunderts mit Lübecker Schild                                                                       |      |
| 224                   | besonderer Stein        | Israelsdorf            | Flurstein                                                                                           | Neuzeit              | Wesloer Weg, „Franksland“, („Denkmalstannen“), von der Wesloer Landstraße aus gesehen „rechts“ | Flurstein des 18. Jahrhunderts mit Lübecker Schild, zusätzlich Jahreszahl 1571                                           |      |
| 17                    | Grabmal > Grabhügel     | Ivendorf               | Hügelgrab                                                                                           | Vorgeschichte        | Wasberg, „Sandberg“                                                                            | |      |
| 150                   | Befestigung > Wall      | Kronsforde             | Landwehr, Wallgrabenanlage Krummesse (Wall 2)                                                       |                      | Raabrede 71                                                                                    | Wallgrabenanlage der Lübecker Landwehr                                                                                   |      |
| 163                   | besonderer Stein        | Krummesse              | Grenzstein                                                                                          |                      | Kronsforder Hauptstraße                                                                        | Grenzstein auf der ehemaligen Grenze Lübecks zum Herzogtum Lauenburg                                                     |      |
| 1                     | Befestigung > Burg      | Krummesse              | Burgplatz                                                                                           | Mittelalter          | Niedernstraße                                                                                  | |      |
| 18                    | Grabmal > Grabhügel     | Kücknitz               | Hügelgrab                                                                                           | Vorgeschichte        | Forst Waldhusen                                                                                | |      |
| 19                    | Grabmal > Grabhügel     | Kücknitz               | Hügelgrab                                                                                           | Vorgeschichte        | Forst Waldhusen                                                                                | |      |
| 20                    | Grabmal > Grabhügel     | Kücknitz               | Hügelgrab                                                                                           | Vorgeschichte        | Forst Waldhusen                                                                                | |      |
| 21                    | Grabmal > Grabhügel     | Kücknitz               | Hügelgrab                                                                                           | Vorgeschichte        | Forst Waldhusen                                                                                | |      |
| 22                    | Grabmal > Grabhügel     | Kücknitz               | Hügelgrab                                                                                           | Vorgeschichte        | Forst Waldhusen                                                                                | |      |
| 23                    | Grabmal > Grabhügel     | Kücknitz               | Hügelgrab                                                                                           | Vorgeschichte        | Forst Waldhusen                                                                                | |      |
| 24                    | Grabmal > Grabhügel     | Kücknitz               | Hügelgrab                                                                                           | Vorgeschichte        | Forst Waldhusen                                                                                | |      |
| 25                    | Grabmal > Grabhügel     | Kücknitz               | Hügelgrab                                                                                           | Vorgeschichte        | Forst Waldhusen                                                                                | |      |
| 26                    | Grabmal > Grabhügel     | Kücknitz               | Hügelgrab                                                                                           | Vorgeschichte        | Forst Waldhusen                                                                                | |      |
| 27                    | Grabmal > Grabhügel     | Kücknitz               | Hügelgrab                                                                                           | Vorgeschichte        | Forst Waldhusen                                                                                | |      |
| 28                    | Grabmal > Grabhügel     | Kücknitz               | Hügelgrab                                                                                           | Vorgeschichte        | Forst Waldhusen                                                                                | |      |
| 29                    | Grabmal > Grabhügel     | Kücknitz               | Hügelgrab                                                                                           | Vorgeschichte        | Forst Waldhusen                                                                                | |      |
| 30                    | Grabmal > Grabhügel     | Kücknitz               | Hügelgrab                                                                                           | Vorgeschichte        | Forst Waldhusen                                                                                | |      |
| 31                    | Grabmal > Grabhügel     | Kücknitz               | Hügelgrab                                                                                           | Vorgeschichte        | Forst Waldhusen                                                                                | |      |
| 32                    | Grabmal > Grabhügel     | Kücknitz               | Hügelgrab                                                                                           | Vorgeschichte        | Forst Waldhusen                                                                                | |      |
| 33                    | Grabmal > Grabhügel     | Kücknitz               | Hügelgrab                                                                                           | Vorgeschichte        | Forst Waldhusen                                                                                | |      |
| 34                    | Grabmal > Grabhügel     | Kücknitz               | Hügelgrab                                                                                           | Vorgeschichte        | Forst Waldhusen                                                                                | |      |
| 35                    | Grabmal > Grabhügel     | Kücknitz               | Hügelgrab                                                                                           | Vorgeschichte        | Forst Waldhusen                                                                                | |      |
| 36                    | Grabmal > Grabhügel     | Kücknitz               | Hügelgrab                                                                                           | Vorgeschichte        | Forst Waldhusen                                                                                | |      |
| 37                    | Grabmal > Grabhügel     | Kücknitz               | Hügelgrab                                                                                           | Vorgeschichte        | Forst Waldhusen                                                                                | |      |
| 38                    | Grabmal > Grabhügel     | Kücknitz               | Hügelgrab                                                                                           | Vorgeschichte        | Forst Waldhusen                                                                                | |      |
| 39                    | Grabmal > Grabhügel     | Kücknitz               | Hügelgrab                                                                                           | Vorgeschichte        | Forst Waldhusen                                                                                | |      |
| 40                    | Grabmal > Grabhügel     | Kücknitz               | Hügelgrab                                                                                           | Vorgeschichte        | Forst Waldhusen                                                                                | |      |
| 41                    | Grabmal > Grabhügel     | Kücknitz               | Hügelgrab                                                                                           | Vorgeschichte        | Forst Waldhusen                                                                                | |      |
| 42                    | Grabmal > Grabhügel     | Kücknitz               | Hügelgrab                                                                                           | Vorgeschichte        | Forst Waldhusen                                                                                | |      |
| 43                    | Grabmal > Grabhügel     | Kücknitz               | Hügelgrab                                                                                           | Vorgeschichte        | Forst Waldhusen                                                                                | |      |
| 44                    | Grabmal > Grabhügel     | Kücknitz               | Hügelgrab                                                                                           | Vorgeschichte        | Forst Waldhusen                                                                                | |      |
| 45                    | Grabmal > Grabhügel     | Kücknitz               | Hügelgrab                                                                                           | Vorgeschichte        | Forst Waldhusen                                                                                | |      |
| 46                    | Grabmal > Grabhügel     | Kücknitz               | Hügelgrab                                                                                           | Vorgeschichte        | Forst Waldhusen                                                                                | |      |
| 47                    | Grabmal > Grabhügel     | Kücknitz               | Hügelgrab                                                                                           | Vorgeschichte        | Forst Waldhusen                                                                                | |      |
| 48                    | Grabmal > Grabhügel     | Kücknitz               | Hügelgrab                                                                                           | Vorgeschichte        | Forst Waldhusen                                                                                | |      |
| 49                    | Grabmal > Grabhügel     | Kücknitz               | Hügelgrab                                                                                           | Vorgeschichte        | Forst Waldhusen                                                                                | |      |
| 50                    | Grabmal > Grabhügel     | Kücknitz               | Hügelgrab                                                                                           | Vorgeschichte        | Forst Waldhusen                                                                                | |      |
| 51                    | Grabmal > Grabhügel     | Kücknitz               | Hügelgrab                                                                                           | Vorgeschichte        | Forst Waldhusen                                                                                | |      |
| 52                    | Grabmal > Grabhügel     | Kücknitz               | Hügelgrab                                                                                           | Vorgeschichte        | Forst Waldhusen                                                                                | |      |
| 53                    | Grabmal > Grabhügel     | Kücknitz               | Hügelgrab                                                                                           | Vorgeschichte        | Forst Waldhusen                                                                                | |      |
| 54                    | Grabmal > Grabhügel     | Kücknitz               | Hügelgrab                                                                                           | Vorgeschichte        | Forst Waldhusen                                                                                | |      |
| 55                    | Grabmal > Grabhügel     | Kücknitz               | Hügelgrab                                                                                           | Vorgeschichte        | Forst Waldhusen                                                                                | |      |
| 56                    | Grabmal > Grabhügel     | Kücknitz               | Hügelgrab                                                                                           | Vorgeschichte        | Forst Waldhusen                                                                                | |      |
| 57                    | Grabmal > Grabhügel     | Kücknitz               | Hügelgrab                                                                                           | Vorgeschichte        | Forst Waldhusen                                                                                | |      |
| 58                    | Grabmal > Grabhügel     | Kücknitz               | Hügelgrab                                                                                           | Vorgeschichte        | Forst Waldhusen                                                                                | |      |
| 59                    | Grabmal > Grabhügel     | Kücknitz               | Hügelgrab                                                                                           | Vorgeschichte        | Forst Waldhusen                                                                                | |      |
| 60                    | Grabmal > Grabhügel     | Kücknitz               | Hügelgrab                                                                                           | Vorgeschichte        | Forst Waldhusen                                                                                | |      |
| 61                    | Grabmal > Grabhügel     | Kücknitz               | Hügelgrab                                                                                           | Vorgeschichte        | Forst Waldhusen                                                                                | |      |
| 62                    | Grabmal > Grabhügel     | Kücknitz               | Hügelgrab                                                                                           | Vorgeschichte        | Forst Waldhusen                                                                                | |      |
| 63                    | Grabmal > Grabhügel     | Kücknitz               | Hügelgrab                                                                                           | Vorgeschichte        | Forst Waldhusen                                                                                | |      |
| 64                    | Grabmal > Grabhügel     | Kücknitz               | Hügelgrab                                                                                           | Vorgeschichte        | Forst Waldhusen                                                                                | |      |
| 65                    | Grabmal > Grabhügel     | Kücknitz               | Hügelgrab                                                                                           | Vorgeschichte        | Forst Waldhusen                                                                                | |      |
| 66                    | Grabmal > Grabhügel     | Kücknitz               | Hügelgrab                                                                                           | Vorgeschichte        | Forst Waldhusen                                                                                | |      |
| 67                    | Grabmal > Grabhügel     | Kücknitz               | Hügelgrab                                                                                           | Vorgeschichte        | Forst Waldhusen                                                                                | |      |
| 68                    | Grabmal > Grabhügel     | Kücknitz               | Hügelgrab                                                                                           | Vorgeschichte        | Forst Waldhusen                                                                                | |      |
| 69                    | Grabmal > Grabhügel     | Kücknitz               | Hügelgrab                                                                                           | Vorgeschichte        | Forst Waldhusen                                                                                | |      |
| 70                    | Grabmal > Grabhügel     | Kücknitz               | Hügelgrab                                                                                           | Vorgeschichte        | Forst Waldhusen                                                                                | |      |
| 71                    | Grabmal > Grabhügel     | Kücknitz               | Hügelgrab                                                                                           | Vorgeschichte        | Forst Waldhusen                                                                                | |      |
| 72                    | Grabmal > Grabhügel     | Kücknitz               | Hügelgrab                                                                                           | Vorgeschichte        | Forst Waldhusen                                                                                | |      |
| 73                    | Grabmal > Grabhügel     | Kücknitz               | Hügelgrab                                                                                           | Vorgeschichte        | Forst Waldhusen                                                                                | |      |
| 74                    | Grabmal > Grabhügel     | Kücknitz               | Hügelgrab                                                                                           | Vorgeschichte        | Forst Waldhusen                                                                                | |      |
| 75                    | Grabmal > Grabhügel     | Kücknitz               | Hügelgrab                                                                                           | Vorgeschichte        | Forst Waldhusen                                                                                | |      |
| 76                    | Grabmal > Grabhügel     | Kücknitz               | Hügelgrab                                                                                           | Vorgeschichte        | Forst Waldhusen                                                                                | |      |
| 77                    | Grabmal > Grabhügel     | Kücknitz               | Hügelgrab                                                                                           | Vorgeschichte        | Forst Waldhusen                                                                                | |      |
| 78                    | Grabmal > Grabhügel     | Kücknitz               | Hügelgrab                                                                                           | Vorgeschichte        | Forst Waldhusen                                                                                | |      |
| 79                    | Grabmal > Grabhügel     | Kücknitz               | Hügelgrab                                                                                           | Vorgeschichte        | Forst Waldhusen                                                                                | |      |
| 80                    | Grabmal > Grabhügel     | Kücknitz               | Hügelgrab                                                                                           | Vorgeschichte        | Forst Waldhusen                                                                                | |      |
| 81                    | Grabmal > Grabhügel     | Kücknitz               | Hügelgrab                                                                                           | Vorgeschichte        | Forst Waldhusen                                                                                | |      |
| 82                    | Grabmal > Grabhügel     | Kücknitz               | Hügelgrab                                                                                           | Vorgeschichte        | Forst Waldhusen                                                                                | |      |
| 83                    | Grabmal > Grabhügel     | Kücknitz               | Hügelgrab                                                                                           | Vorgeschichte        | Forst Waldhusen                                                                                | |      |
| 164                   | besonderer Stein        | Kücknitz               | Grenzstein                                                                                          | Neuzeit              | Forst Waldhusen, Forsthaus                                                                     | Grenzstein des 19. Jahrhunderts mit Lübecker Schild und Oldenburger Wappen, Nr. 45                                       |      |
| 167                   | besonderer Stein        | Kücknitz               | Grenzstein                                                                                          | Neuzeit              | Forst Waldhusen, Gr. Stühft (südl. Betonwerk „Schütt“)                                         | Grenzstein des 19. Jahrhunderts mit Lübecker Schild und Oldenburger Wappen, Nr. 29                                       |      |
| 165                   | besonderer Stein        | Kücknitz               | Grenzstein                                                                                          | Neuzeit              | Forst Waldhusen, Kl. Stühft                                                                    | Grenzstein des 19. Jahrhunderts mit Lübecker Schild und Oldenburger Wappen, Nr. 33                                       |      |
| 165 (Nummer doppelt!) | besonderer Stein        | Kücknitz               | Grenzstein                                                                                          |                      | Waldhusener Weg, Forsthaus Waldhusen                                                           | Grenzstein, ursprünglich aus Schwinkenrade, später nach Waldhusen umgesetzt                                              |      |
| 108                   | Grabmal > Grabhügel     | Niederbüssau           | Hügelgrab                                                                                           | Vorgeschichte        | auf dem Rauhen Berg                                                                            | |      |
| 109                   | Grabmal > Grabhügel     | Niederbüssau           | Hügelgrab                                                                                           | Vorgeschichte        | Schnakenkoppel                                                                                 | |      |
| 106                   | Befestigung > Burg      | Pöppendorf             | Burgwall                                                                                            | Frühmittelalter      | Am Ringwall                                                                                    | slawischer Burgwall |      |
| 146                   | Siedlung                | Pöppendorf             | slawische Siedlung                                                                                  | Frühmittelalter      | Am Ringwall                                                                                    | |      |
| 88                    | Grabmal > Grabhügel     | Pöppendorf             | Hügelgrab                                                                                           | Vorgeschichte        | Forst Waldhusen                                                                                | |      |
| 89                    | Grabmal > Grabhügel     | Pöppendorf             | Hügelgrab                                                                                           | Vorgeschichte        | Forst Waldhusen                                                                                | |      |
| 90                    | Grabmal > Grabhügel     | Pöppendorf             | Hügelgrab                                                                                           | Vorgeschichte        | Forst Waldhusen                                                                                | |      |
| 91                    | Grabmal > Grabhügel     | Pöppendorf             | Hügelgrab                                                                                           | Vorgeschichte        | Forst Waldhusen                                                                                | |      |
| 92                    | Grabmal > Grabhügel     | Pöppendorf             | Hügelgrab                                                                                           | Vorgeschichte        | Forst Waldhusen                                                                                | |      |
| 93                    | Grabmal > Grabhügel     | Pöppendorf             | Hügelgrab                                                                                           | Vorgeschichte        | Forst Waldhusen                                                                                | |      |
| 94                    | Grabmal > Grabhügel     | Pöppendorf             | Hügelgrab                                                                                           | Vorgeschichte        | Forst Waldhusen                                                                                | |      |
| 95                    | Grabmal > Grabhügel     | Pöppendorf             | Hügelgrab                                                                                           | Vorgeschichte        | Forst Waldhusen                                                                                | |      |
| 96                    | Grabmal > Grabhügel     | Pöppendorf             | Hügelgrab                                                                                           | Vorgeschichte        | Forst Waldhusen                                                                                | |      |
| 97                    | Grabmal > Grabhügel     | Pöppendorf             | Hügelgrab                                                                                           | Vorgeschichte        | Forst Waldhusen                                                                                | |      |
| 98                    | Grabmal > Grabhügel     | Pöppendorf             | Hügelgrab                                                                                           | Vorgeschichte        | Forst Waldhusen                                                                                | |      |
| 99                    | Grabmal > Grabhügel     | Pöppendorf             | Hügelgrab                                                                                           | Vorgeschichte        | Forst Waldhusen                                                                                | |      |
| 100                   | Grabmal > Grabhügel     | Pöppendorf             | Hügelgrab                                                                                           | Vorgeschichte        | Forst Waldhusen                                                                                | |      |
| 101                   | Grabmal > Grabhügel     | Pöppendorf             | Hügelgrab                                                                                           | Vorgeschichte        | Forst Waldhusen                                                                                | |      |
| 102                   | Grabmal > Grabhügel     | Pöppendorf             | Hügelgrab                                                                                           | Vorgeschichte        | Forst Waldhusen                                                                                | |      |
| 103                   | Grabmal > Grabhügel     | Pöppendorf             | Hügelgrab                                                                                           | Vorgeschichte        | Forst Waldhusen                                                                                | |      |
| 104                   | Grabmal > Grabhügel     | Pöppendorf             | Hügelgrab                                                                                           | Vorgeschichte        | Forst Waldhusen                                                                                | |      |
| 105                   | Grabmal > Grabhügel     | Pöppendorf             | Hügelgrab                                                                                           | Vorgeschichte        | Forst Waldhusen                                                                                | |      |
| 107                   | Grabmal > Großsteingrab | Pöppendorf             | Großsteingrab                                                                                       | Neolithikum          | Forst Waldhusen                                                                                | |      |
| 166                   | besonderer Stein        | Pöppendorf             | Grenzstein                                                                                          | Neuzeit              | Gelände des Wasserwerks Kleinensee                                                             | Grenzstein des 19. Jahrhunderts mit Lübecker Schild und Oldenburger Wappen, Nr. 23                                       |      |
| 222                   | besonderer Stein        | Schlutup               | Flurstein                                                                                           | Neuzeit              | An den Schießständen 2                                                                         | Flurstein des 19. Jahrhunderts, Buchstabe W eingezeichnet                                                                |      |
| 221                   | besonderer Stein        | Schlutup               | Flurstein                                                                                           | Neuzeit              | An den Schießständen, Brandenbaumer Tannen                                                     | Flurstein des 19. Jahrhunderts, Buchstabe W eingezeichnet                                                                |      |
| 191                   | besonderer Stein        | Schlutup               | Grenzstein                                                                                          | Neuzeit              | An der Landesgrenze, gegenüber Einmündung „Stumpfer Weg“                                       | Grenzstein des 18. Jahrhunderts mit Zeichen LÜ und ST, Nr. 5                                                             |      |
| 192                   | besonderer Stein        | Schlutup               | Grenzstein                                                                                          | Neuzeit              | An der Landesgrenze, gegenüber Nr. 9                                                           | Grenzstein des 18. Jahrhunderts mit Zeichen LÜ und ST, Nr. 4                                                             |      |
| 193                   | besonderer Stein        | Schlutup               | Grenzstein                                                                                          | Neuzeit              | An der Landesgrenze, gegenüber Nr. 1                                                           | Grenzstein des 18. Jahrhunderts mit Zeichen LÜ und ST, Nr. 3                                                             |      |
| 148                   | Befestigung > Wall      | Schlutup               | Landwehr, Wallgrabenanlage (Wall III)                                                               |                      | Brandenbaum                                                                                    | Wallgrabenanlage der Lübecker Landwehr                                                                                   |      |
| 147                   | Befestigung > Wall      | Schlutup               | Landwehr, Wallgrabenanlage (Wall V), „Schwedenschanzen“                                             |                      | Schwedenschanzen                                                                               | Wallgrabenanlage der Lübecker Landwehr                                                                                   |      |
| 219                   | besonderer Stein        | Schlutup               | Flurstein                                                                                           | Neuzeit              | Wesloer Landstraße 9                                                                           | Flurstein des 18./19. Jahrhunderts mit Lübecker Schild                                                                   |      |
| 220                   | besonderer Stein        | Schlutup               | Flurstein                                                                                           | Neuzeit              | Wesloer Landstraße 9                                                                           | Flurstein des 18./19. Jahrhunderts mit Lübecker Schild                                                                   |      |
| 145                   | Befestigung > Wall      | Schlutup               | Landwehr, Wallgrabenanlage (Wall IV)                                                                |                      | Wesloer Moor, Bülowbrücke                                                                      | Wallgrabenanlage der Lübecker Landwehr                                                                                   |      |
| 174                   | besonderer Stein        | Schönböcken            | Grenzstein                                                                                          | Neuzeit              | Das große Holz                                                                                 | Grenzstein des 18. Jahrhunderts mit Lübecker Schild und einem großen P (Parchamsche Stiftung)                            |      |
| 155                   | Befestigung > Wall      | Schönböcken            | Landwehr, Wallgrabenanlage (Wall I)                                                                 |                      | Landwehr                                                                                       | Wallgrabenanlage der Lübecker Landwehr                                                                                   |      |
| 111                   | Befestigung > Burg      | Schönböcken            | Gut Roggenhorst, Gutshof, Burgplatz                                                                 | Mittelalter          | Roggenhorster Straße 46                                                                        | |      |
| 175                   | besonderer Stein        | Schönböcken            | Grenzstein                                                                                          | Neuzeit              | Tannenkoppel, Das große Holz                                                                   | Grenzstein des 18. Jahrhunderts mit Lübecker Schild und einem großen P (Parchamsche Stiftung)                            |      |
| 129                   | Befestigung > Wall      | Schönböcken            | Erdwälle am Landgraben                                                                              |                      | Vielengründe                                                                                   | beim Abbau von Sand, Kies oder Rasenerz entstanden oder Hohlwegfächer                                                    |      |
| 176                   | besonderer Stein        | Schönböcken            | Grenzstein                                                                                          | Neuzeit              | Vielengründe                                                                                   | Grenzstein des 18. Jahrhunderts mit Lübecker Schild und einem großen P (Parchamsche Stiftung)                            |      |
| 177                   | besonderer Stein        | Schönböcken            | Grenzstein                                                                                          | Neuzeit              | Vielengründe                                                                                   | Grenzstein des 18. Jahrhunderts mit Lübecker Schild und einem großen P (Parchamsche Stiftung)                            |      |
| 178                   | besonderer Stein        | Schönböcken            | Grenzstein                                                                                          | Neuzeit              | Vielengründe                                                                                   | Grenzstein des 18. Jahrhunderts mit Lübecker Schild und einem großen P (Parchamsche Stiftung)                            |      |
| 173                   | besonderer Stein        | Siems                  | Grenzstein                                                                                          | Neuzeit              | Am Rugenberg                                                                                   | Grenzstein des 19. Jahrhunderts mit Lübecker Schild und kreuzgeteiltem Oldenburger Schild                                |      |
| 84                    | Grabmal > Grabhügel     | Siems                  | Hügelgrab                                                                                           | Vorgeschichte        | Rugenberg                                                                                      | |      |
| 85                    | Grabmal > Grabhügel     | Siems                  | Hügelgrab                                                                                           | Vorgeschichte        | Rugenberg                                                                                      | |      |
| 86                    | Grabmal > Grabhügel     | Siems                  | Hügelgrab                                                                                           | Vorgeschichte        | Rugenberg                                                                                      | |      |
| 87                    | Grabmal > Grabhügel     | Siems                  | Hügelgrab                                                                                           | Vorgeschichte        | Rugenberg                                                                                      | |      |
| 123                   | Siedlung                | Siems                  | Dorfwüstung Siems                                                                                   |                      | Siemser Landstraße                                                                             | |      |
| 245                   | besonderer Stein        | St. Gertrud            | Flurstein                                                                                           |                      | Alexanderstraße Ecke Marlistraße                                                               | Flurstein des Lübecker Bauhofs, Dreieckzeichen                                                                           |      |
| 281                   | besonderer Stein        | St. Gertrud            | Flurstein                                                                                           |                      | Am Waldsaum 16                                                                                 | Flurstein des Lübecker Bauhofs, Dreieckzeichen                                                                           |      |
| 243                   | besonderer Stein        | St. Gertrud            | Flurstein                                                                                           | Neuzeit              | Hebbelstraße 16                                                                                | Flurstein des Heilig-Geist-Hospitals des 19. Jahrhunderts mit Kreuz im Kreis                                             |      |
| 246                   | besonderer Stein        | St. Jürgen             | Flurstein                                                                                           |                      | Am Klosterhof 16                                                                               | Flurstein des St. Annen-Armen- und Werkhauses, Zeichen SA eingeritzt                                                     |      |
| 201                   | besonderer Stein        | St. Jürgen             | Flurstein                                                                                           |                      | Amselweg 6                                                                                     | Flurstein des St. Annen-Armen- und Werkhauses, Zeichen SA eingeritzt                                                     |      |
| 206                   | besonderer Stein        | St. Jürgen             | Flurstein                                                                                           |                      | Dorfstraße 33                                                                                  | Flurstein des 18. Jahrhunderts des St. Annen-Armen- und Werkhauses, Zeichen SA und Zahl 23 eingeritzt                    |      |
| 228                   | besonderer Stein        | St. Jürgen             | Flurstein                                                                                           |                      | Fahlenkampsweg 26                                                                              | Flurstein des Lübecker Domkapitels                                                                                       |      |
| 203                   | besonderer Stein        | St. Jürgen             | Flurstein                                                                                           |                      | Gärtnergasse 28                                                                                | Flurstein des St. Annen-Armen- und Werkhauses, Zeichen SA eingeritzt                                                     |      |
| 202                   | besonderer Stein        | St. Jürgen             | Flurstein                                                                                           |                      | Gärtnergasse 88                                                                                | Flurstein des St. Annen-Armen- und Werkhauses, Zeichen SA eingeritzt                                                     |      |
| 207                   | besonderer Stein        | St. Jürgen             | Flurstein, „Scheidestein“ lt. Denkmalschutzbehörde vor Jahren schon in den Grenzsteinpark versetzt. |                      | Gärtnergasse Ecke Gustav-Falke-Straße                                                          | Scheidestein aus der Gemarkung St. Jürgen                                                                                |      |
| 204                   | besonderer Stein        | St. Jürgen             | Flurstein                                                                                           |                      | Gebhardweg (LVA), Kronsforder Allee                                                            | Flurstein mit Lübecker Schild                                                                                            |      |
| 212                   | besonderer Stein        | St. Jürgen             | Flurstein                                                                                           |                      | Gebhardweg (LVA), Kronsforder Allee                                                            | Flurstein mit Kreuz, Domkapitel Lübeck, Zahl 13                                                                          |      |
| 213                   | besonderer Stein        | St. Jürgen             | Flurstein                                                                                           |                      | Gebhardweg (LVA), Kronsforder Allee                                                            | Flurstein mit Kreuz, Domkapitel Lübeck, Zahl 12                                                                          |      |
| 214                   | besonderer Stein        | St. Jürgen             | Flurstein                                                                                           |                      | Geniner Straße 112                                                                             | Flurstein mit Lübecker Schild                                                                                            |      |
| 205                   | besonderer Stein        | St. Jürgen             | Flurstein                                                                                           |                      | Kronsforder Allee 8/Sophienstraße 2                                                            | Flurstein des St. Annen-Armen- und Werkhauses, Zeichen SA eingeritzt                                                     |      |
| 210                   | besonderer Stein        | St. Jürgen             | Flurstein                                                                                           |                      | Mönkhofer Weg 95, Ecke Am Klosterhof                                                           | Flurstein des St. Annen-Armen- und Werkhauses, Zeichen SA und Zahl 22 eingeritzt                                         |      |
| 211                   | besonderer Stein        | St. Jürgen             | Flurstein                                                                                           |                      | Mönkhofer Weg 95                                                                               | Flurstein des St. Annen-Armen- und Werkhauses, Zeichen SA und Zahl 2 eingeritzt                                          |      |
| 209                   | besonderer Stein        | St. Jürgen             | Flurstein                                                                                           | Neuzeit              | Mönkhofer Weg 169                                                                              | Grenzstein des 18. Jahrhunderts des Heilig-Geist-Hospitals                                                               |      |
| 208                   | besonderer Stein        | St. Jürgen             | Flurstein                                                                                           |                      | Ringstedtenhof, Vorrader Straße                                                                | Flurstein des Lübecker Bauhofs, Dreieckzeichen lt. Denkmalschutzbehörde vor Jahren schon in den Grenzsteinpark versetzt. |      |
| 115                   | Befestigung > Wall      | St. Jürgen             | Wallanlagen und anliegende Gewässer                                                                 | Mittelalter, Neuzeit | Wallstraße                                                                                     | Stadtbefestigung ab dem 15. Jahrhundert                                                                                  |      |
| 200                   | besonderer Stein        | St. Lorenz             | Flurstein                                                                                           |                      | Brockesstraße, Julius-Leber-Schule (Brockes-Schule)                                            | Flurstein der Kaufleute-Dröge (auf dem Gelände stehen 2 Steine dieser Art)                                               |      |
| 195                   | besonderer Stein        | St. Lorenz             | Flurstein                                                                                           | Neuzeit              | Herrenholz, bei Padelügge                                                                      | Flurstein des 18. Jahrhunderts, Zahlen 1 und 2 eingeritzt                                                                |      |
| 196                   | besonderer Stein        | St. Lorenz             | Flurstein                                                                                           | Neuzeit              | Herrenholz, bei Padelügge                                                                      | Flurstein des 18. Jahrhunderts mit Lübecker Schild                                                                       |      |
| 197                   | besonderer Stein        | St. Lorenz             | Flurstein                                                                                           | Neuzeit              | Herrenholz, bei Padelügge                                                                      | Flurstein des 18. Jahrhunderts mit Lübecker Schild                                                                       |      |
| 198                   | besonderer Stein        | St. Lorenz             | Flurstein                                                                                           | Neuzeit              | Herrenholz, bei Padelügge                                                                      | Flurstein des 18. Jahrhunderts mit Lübecker Schild                                                                       |      |
| 199                   | besonderer Stein        | St. Lorenz             | Flurstein                                                                                           | Neuzeit              | Herrenholz, bei Padelügge                                                                      | Flurstein des 18. Jahrhunderts mit Lübecker Schild, Nr. 5                                                                |      |
| 116                   | Befestigung > Wall      | St. Lorenz             | Wallanlagen und anliegende Gewässer                                                                 | Mittelalter, Neuzeit | Wallstraße                                                                                     | Stadtbefestigung ab dem 15. Jahrhundert                                                                                  |      |
| 194                   | besonderer Stein        | Strecknitz             | Grenzstein                                                                                          | Neuzeit              | Blankenseer Straße, Am Rehsprung 39                                                            | Grenzstein des 18. Jahrhunderts mit Lübecker Schild und springendem Sachsenross, Nr. 11                                  |      |
| 186                   | besonderer Stein        | Strecknitz             | Grenzstein                                                                                          | Neuzeit              | Groß Grönau, Am Waldrand 1                                                                     | Grenzstein des 18. Jahrhunderts mit Lübecker Schild und springendem Sachsenross, Nr. 22                                  |      |
| 182                   | besonderer Stein        | Strecknitz             | Grenzstein                                                                                          | Neuzeit              | Groß Grönau, Hauptstraße 65a                                                                   | Grenzstein des 18. Jahrhunderts mit Lübecker Schild und springendem Sachsenross, Nr. 10                                  |      |
| 189                   | besonderer Stein        | Strecknitz             | Grenzstein                                                                                          | Neuzeit              | Im Falkenhusener Forst                                                                         | Grenzstein des 18. Jahrhunderts mit Lübecker Schild und springendem Sachsenross, Nr. 34                                  |      |
| 179                   | besonderer Stein        | Strecknitz             | Grenzstein                                                                                          | Neuzeit              | Klein Grönau                                                                                   | Grenzstein des 18. Jahrhunderts mit Lübecker Schild und springendem Sachsenross, Nr. 2                                   |      |
| 180                   | besonderer Stein        | Strecknitz             | Grenzstein                                                                                          | Neuzeit              | Klein Grönau                                                                                   | Grenzstein des 18. Jahrhunderts mit Lübecker Schild und springendem Sachsenross, Nr. 3                                   |      |
| 181                   | besonderer Stein        | Strecknitz             | Grenzstein                                                                                          | Neuzeit              | Klein Grönau                                                                                   | Grenzstein des 18. Jahrhunderts mit Lübecker Schild und springendem Sachsenross, Nr. 4                                   |      |
| 183                   | besonderer Stein        | Strecknitz             | Grenzstein                                                                                          | Neuzeit              | Klein Grönau                                                                                   | Grenzstein des 18. Jahrhunderts mit Lübecker Schild und springendem Sachsenross, Nr. 12                                  |      |
| 184                   | besonderer Stein        | Strecknitz             | Grenzstein                                                                                          | Neuzeit              | Klein Grönau                                                                                   | Grenzstein des 18. Jahrhunderts mit Lübecker Schild und springendem Sachsenross, Nr. 13                                  |      |
| 185                   | besonderer Stein        | Strecknitz             | Grenzstein                                                                                          | Neuzeit              | Klein Grönau                                                                                   | Grenzstein des 18. Jahrhunderts mit Lübecker Schild und springendem Sachsenross, Nr. 16                                  |      |
| 187                   | besonderer Stein        | Strecknitz             | Grenzstein                                                                                          | Neuzeit              | Müggenbuschweg                                                                                 | Grenzstein des 18. Jahrhunderts mit Lübecker Schild und springendem Sachsenross, Nr. 23                                  |      |
| 188                   | besonderer Stein        | Strecknitz             | Grenzstein                                                                                          | Neuzeit              | Müggenbuschweg/Falkenhusener Weg                                                               | Grenzstein des 18. Jahrhunderts mit Lübecker Schild und springendem Sachsenross, Nr. 25                                  |      |
| 225                   | besonderer Stein        | Strecknitz             | Flurstein, ehem. Israelsdorf, Alt Lauerhof, Fdst. 40                                                | Neuzeit              | Ratzeburger Allee 160, Grenzsteinpark                                                          | Flurstein mit Lübecker Schild aus dem Garten der Försterei Alt Lauerhof                                                  |      |
| 232                   | besonderer Stein        | Strecknitz             | Flurstein                                                                                           | Neuzeit              | Ratzeburger Allee 160, Grenzsteinpark                                                          | Flurstein des 18./19. Jahrhunderts mit Lübecker Schild                                                                   |      |
| 233                   | besonderer Stein        | Strecknitz             | Flurstein                                                                                           | Neuzeit              | Ratzeburger Allee 160, Grenzsteinpark                                                          | Flurstein des 18./19. Jahrhunderts mit Lübecker Schild                                                                   |      |
| 234                   | besonderer Stein        | Strecknitz             | Flurstein, ehem. Krempelsdorf                                                                       | Neuzeit              | Ratzeburger Allee 160, Grenzsteinpark                                                          | Flurstein des 18./19. Jahrhunderts mit Lübecker Schild                                                                   |      |
| 235                   | besonderer Stein        | Strecknitz             | Grenzstein, ehemals Niendorf an der Stecknitz                                                       | Neuzeit              | Ratzeburger Allee 160, Grenzsteinpark                                                          | Grenzstein des 18./19. Jahrhunderts mit Zeichen HL und StL, Nr. 136                                                      |      |
| 236                   | besonderer Stein        | Strecknitz             | Grenzstein, ehem. Fd.-St. 1334                                                                      |                      | Ratzeburger Allee 160, Grenzsteinpark                                                          | Flurstein des St. Annen-Armen- und Werkhauses, Zeichen SA eingeritzt                                                     |      |
| 237                   | besonderer Stein        | Strecknitz             | Grenzstein, ehem. Fd.-St. 1334                                                                      | Neuzeit              | Ratzeburger Allee 160, Grenzsteinpark                                                          | Flurstein des Heilig-Geist-Hospitals des 19. Jahrhunderts, Kreuz und Buchstabe D eingeritzt                              |      |
| 238                   | besonderer Stein        | Strecknitz             | Grenzstein, ehem. Fd.-St. 1334                                                                      | Neuzeit              | Ratzeburger Allee 160, Grenzsteinpark                                                          | Flurstein des Heilig-Geist-Hospitals des 19. Jahrhunderts, Kreuz und Zahl 2 eingeritzt                                   |      |
| 239                   | besonderer Stein        | Strecknitz             | Grenzstein, ehem. Fd.-St. 1334                                                                      | Neuzeit              | Ratzeburger Allee 160, Grenzsteinpark                                                          | Flurstein des Heilig-Geist-Hospitals des 19. Jahrhunderts, Kreuz im Kreis eingeritzt                                     |      |
| 240                   | besonderer Stein        | Strecknitz             | Grenzstein, ehem. Fd.-St. 1334                                                                      | Neuzeit              | Ratzeburger Allee 160, Grenzsteinpark                                                          | Flurstein des Heilig-Geist-Hospitals des 19. Jahrhunderts, Kreuz im Kreis eingeritzt                                     |      |
| 241                   | besonderer Stein        | Strecknitz             | Flurstein Nr. 5, ehem. Vorwerk Tremser Teich                                                        |                      | Ratzeburger Allee 160, Grenzsteinpark                                                          | Flurstein des Lübecker Bauhofs, Dreieckzeichen                                                                           |      |
| 242                   | besonderer Stein        | Strecknitz             | Grenzstein, ehemals Schlagsdorf, Utecht, Schattin                                                   | Neuzeit              | Ratzeburger Allee 160, Grenzsteinpark                                                          | Grenzstein des 19. Jahrhunderts mit Lübecker Doppeladler und Bezeichnung: „Freie u. Hansestadt Lübeck“                   |      |
| 215                   | besonderer Stein        | Strecknitz             | Flurstein                                                                                           | Neuzeit              | Ratzeburger Allee 160, Grenzsteinpark, ehemals Wesloer Landstraße 9                            | Flurstein des 18./19. Jahrhunderts mit Lübecker Schild                                                                   |      |
| 216                   | besonderer Stein        | Strecknitz             | Flurstein                                                                                           | Neuzeit              | Ratzeburger Allee 160, Grenzsteinpark, ehemals Wesloer Landstraße 9                            | Flurstein des 18./19. Jahrhunderts mit Lübecker Schild, zusätzlich Jahreszahl 1576                                       |      |
| 217                   | besonderer Stein        | Strecknitz             | Flurstein                                                                                           | Neuzeit              | Ratzeburger Allee 160, Grenzsteinpark, ehemals Wesloer Landstraße 9                            | Flurstein des 18./19. Jahrhunderts mit Lübecker Schild                                                                   |      |
| 218                   | besonderer Stein        | Strecknitz             | Flurstein                                                                                           | Neuzeit              | Ratzeburger Allee 160, Grenzsteinpark, ehemals Wesloer Landstraße 9                            | Flurstein des 18./19. Jahrhunderts mit Lübecker Schild                                                                   |      |
| 190                   | besonderer Stein        | Strecknitz             | Grenzstein                                                                                          | Neuzeit              | Ratzeburger Landstraße 4, BGS-Schule                                                           | Grenzstein des 18. Jhs. mit Lübecker Schild und springendem Sachsenross, Nr. 6                                           |      |
| 170                   | besonderer Stein        | Strecknitz             | Grenzstein                                                                                          | Neuzeit              | Priwall an der Grenze zu Mecklenburg-Vorpommern                                                | Grenzstein des 19. Jahrhunderts mit Lübecker Schild und Mecklenburger Ochsenkopf                                         |      |
| 171                   | besonderer Stein        | Trave und Dassower See | Grenzstein                                                                                          | Neuzeit              | Priwall an der Grenze zu Mecklenburg-Vorpommern                                                | Grenzstein des 19. Jahrhunderts mit Lübecker Schild und Mecklenburger Ochsenkopf                                         |      |
| 172                   | besonderer Stein        | Trave und Dassower See | Grenzstein                                                                                          | Neuzeit              | Priwall an der Grenze zu Mecklenburg-Vorpommern                                                | Grenzstein des 19. Jahrhunderts mit Lübecker Schild und Mecklenburger Ochsenkopf                                         |      |
| 282                   | Siedlung                | Travemünde             | Siechenhaus St. Jürgen                                                                              | Mittelalter, Neuzeit | Travemünder Landstraße                                                                         | Gelände des ehemaligen Travemünder Siechenhauses, 1969 abgerissen                                                        |      |
| 149                   | Befestigung > Wall      | Vorrade                | Landwehr, Wallgrabenanlage Krummesse (Wall 2)                                                       |                      | Raabrede 71                                                                                    | Wallgrabenanlage der Lübecker Landwehr                                                                                   |      |
| 3                     | Befestigung > Burg      | Vorwerk                | Burgwall, Alt Lübeck                                                                                | Mittelalter          | Alt Lübeck                                                                                     | Burgwall, Kirche und Siedlung des slawischen Hauptortes Alt Lübeck                                                       |      |
| 110                   | Befestigung > Burg      | Vorwerk                | Hof Vorwerk                                                                                         | Mittelalter          | Am Behnkenhof 4, Hof Vorwerk                                                                   | Burgplatz |      |
| 168                   | besonderer Stein        | Wulsdorf               | Grenzstein                                                                                          | Neuzeit              | Blankenseer Straße Ecke Moorweg                                                                | Grenzstein des 18. Jahrhunderts mit Lübecker Schild und springendem Sachsenross, Nr. 8                                   |      |
| 169                   | besonderer Stein        | Wulsdorf               | Grenzstein                                                                                          | Neuzeit              | Blankenseer Straße                                                                             | Grenzstein des 18. Jahrhunderts mit Lübecker Schild und springendem Sachsenross, Nr. 9                                   |      |